# Querença (filme)
Querença é um filme português realizado em 2004 por Edgar Feldman. A estreia em Portugal foi a 21 de Outubro de 2004.

## Elenco[1]
- Diogo Dória ... Júlio / Bernardim
- Joana Bárcia ... Guida / Raquel / Helena
- João Vaz ... Manecas
- Pedro Lacerda ... Júlio / Heitor
- Antónia Terrinha ... Saudade